# Windenknöterich
Der Windenknöterich oder Acker-Flügelknöterich (Fallopia convolvulus (L.) A. Löve, Syn.: Polygonum convolvulus L.) ist eine Pflanzenart aus der Gattung der Flügelknöteriche (Fallopia) in der Familie der Knöterichgewächse (Polygonaceae). Der EPPO-Code lautet POLCO. Er gilt als einjähriges „Ackerunkraut“, das vor allem im Frühjahr keimt.

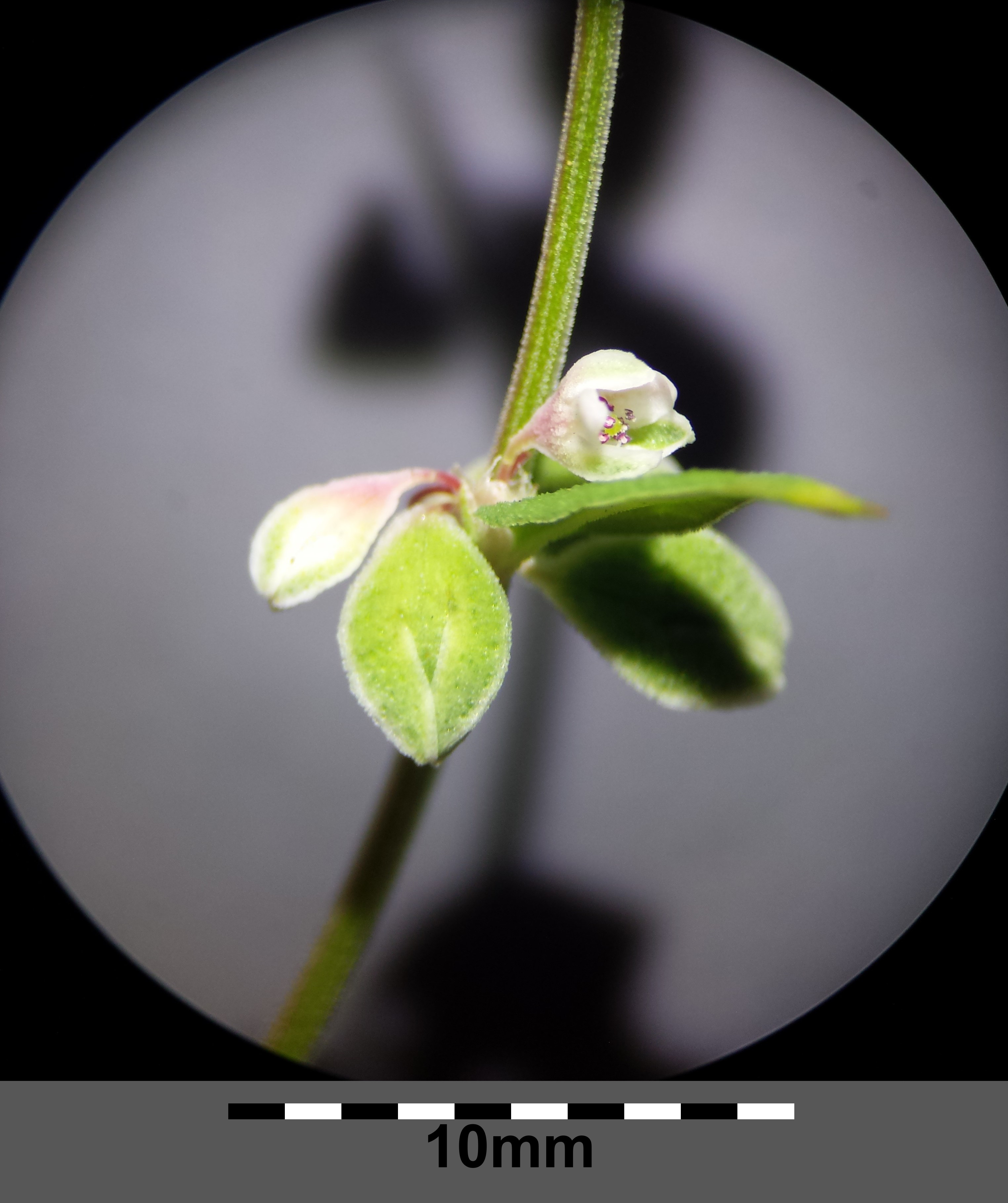
Stängel mit Blüte und Früchten mit Fruchtperigon

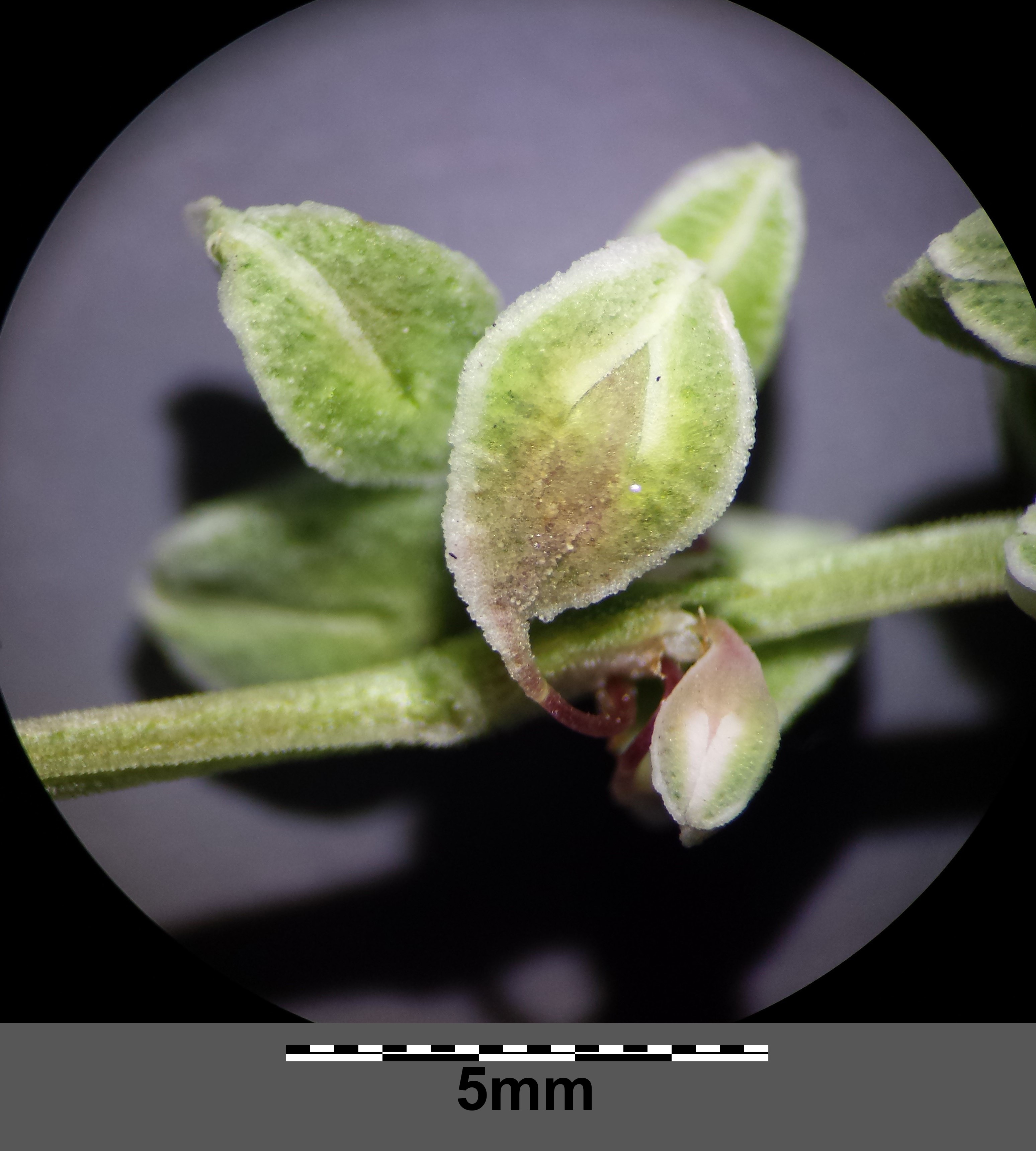
Das Perigon ist dicht drüsig punktiert. Die äußeren Perigonblätter sind gekielt, laufen aber nicht am Fruchtstiel herab. Dieser ist oberhalb der Mitte gegliedert.

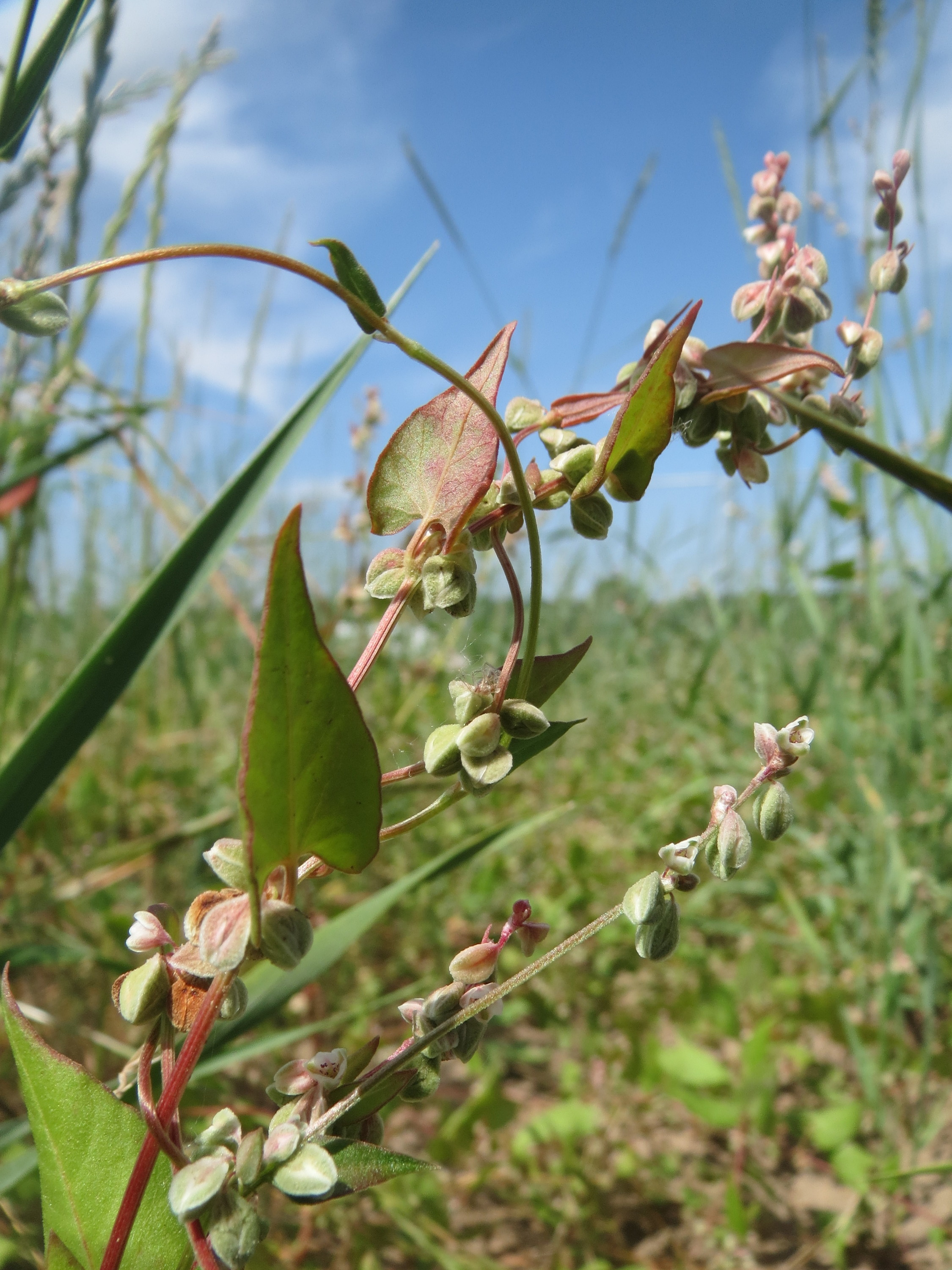
Windenknöterich (Fallopia convolvulus)

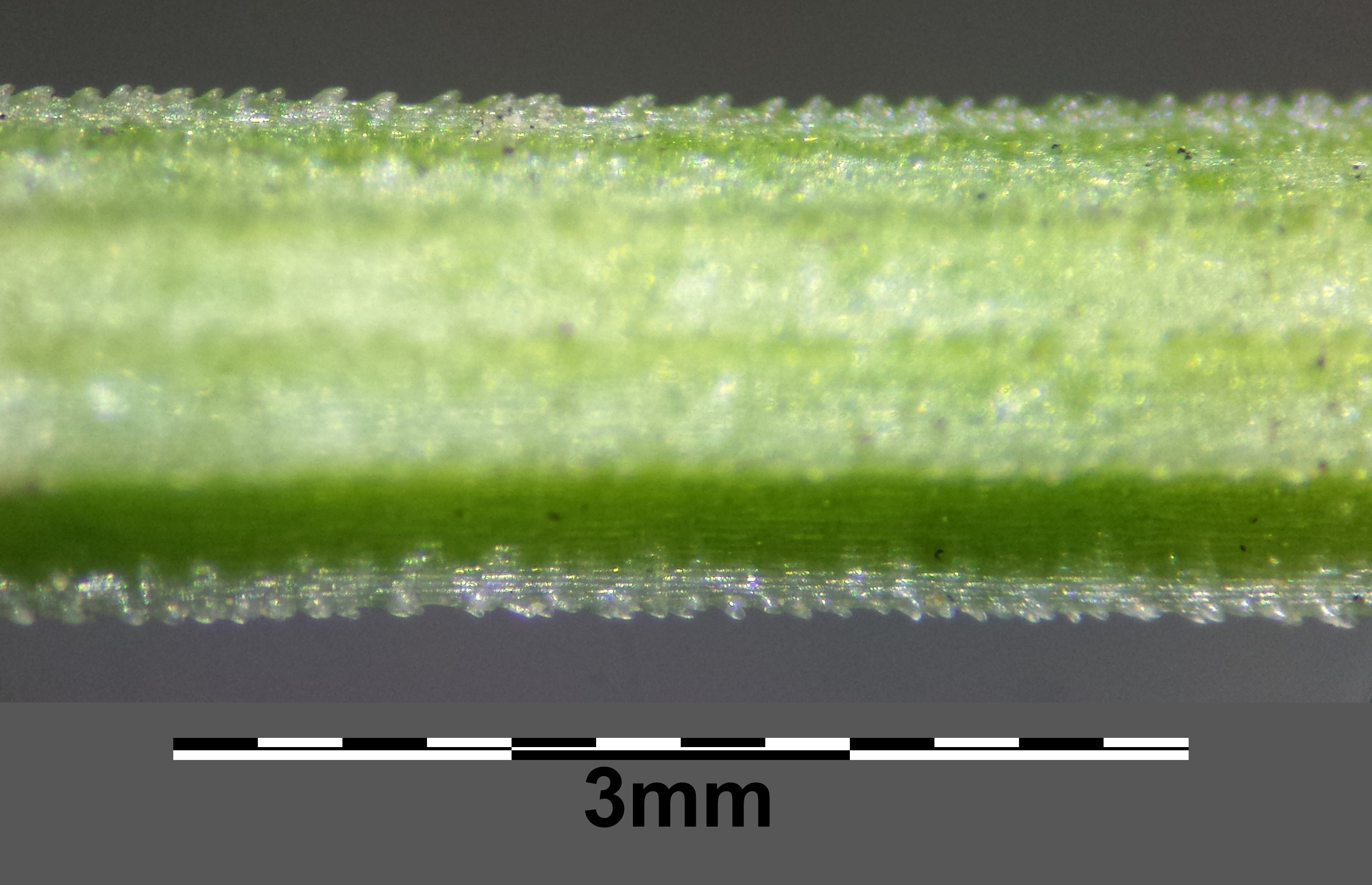
Der Stängel ist kantig und durch abwärts gerichtete Klimmhäkchen rau.

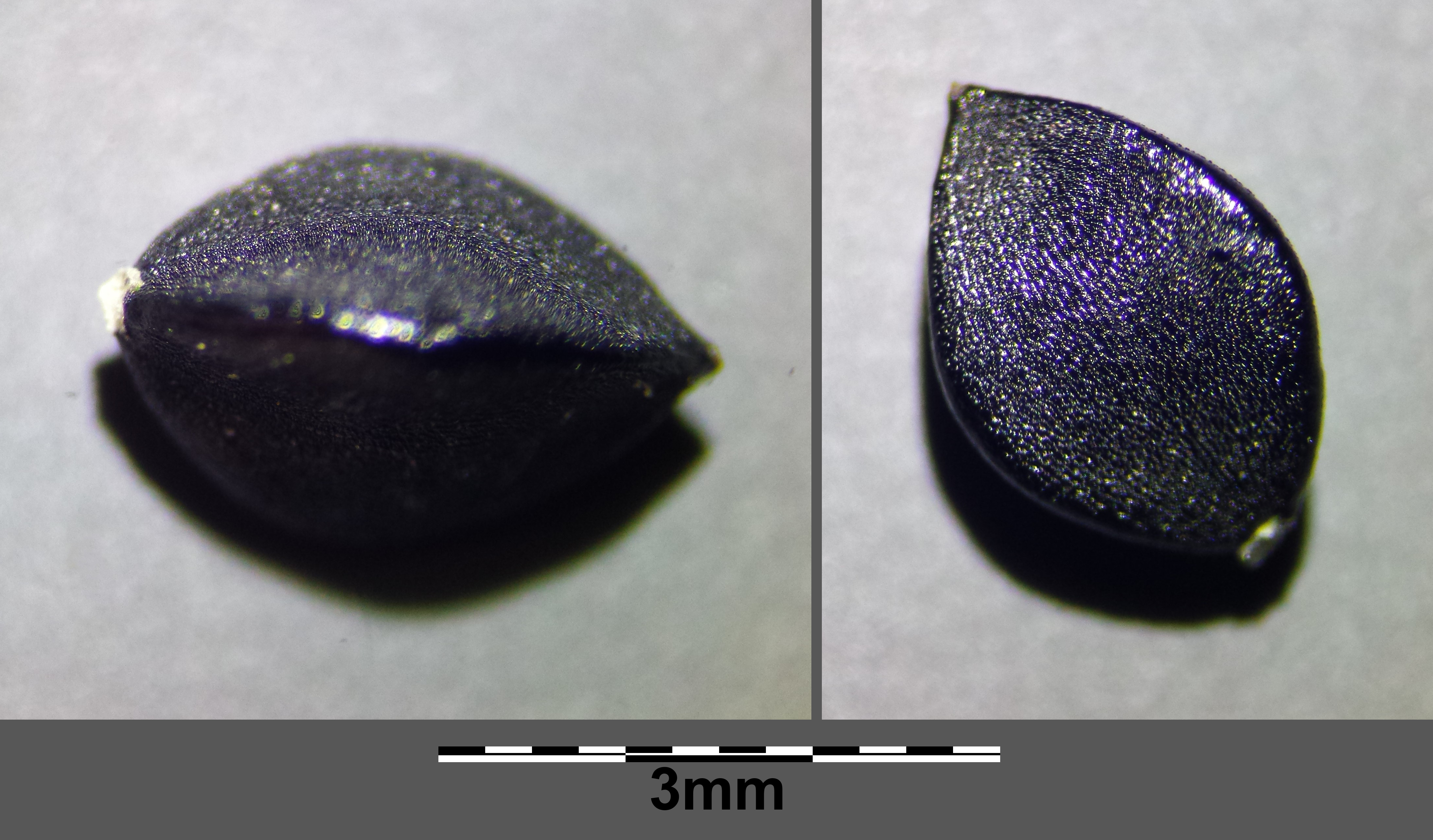
Die Früchte sind körnig bis fein längsgestreift und matt.

## Beschreibung
Es handelt sich um eine einjährige krautige Pflanze, die mit einem bis über einen Meter langen Stängel kriechend oder kletternd wächst. Der Stängel ist zumindest im unteren Bereich kantig und rau. Die Art ist ein Rechtswinder wie auch der Schlingknöterich. Sie wurzelt bis 80 Zentimeter tief.
Die Keimblätter des Windenknöterichs sind dreimal oder mehrmals so lang wie breit. Die Blatthälften sind meistens ungleich. Die Laubblätter sind herzförmig und zur Spitze hin pfeilförmig nach unten geneigt, im Gegensatz zu Convolvulus arvensis. Außerdem sind die Laubblätter gestielt und die Blattadern sind deutlich zu sehen.
Die Blüten des Windenknöterichs sind weiß-grün und unscheinbar. Sie stehen in Grüppchen auf langen, schmalen, ähren- bis traubigen Blütenständen. Im unteren Bereich der Blütenstände liegen diese Grüppchen meist weiter auseinander, im oberen sind sie mehr oder weniger dicht. Die fünf Blütenhüllblätter sind dicht drüsig punktiert. Die drei äußeren Hüllblätter sind im Gegensatz zu anderen Fallopia-Arten nur schwach geflügelt oder stumpf gekielt. Die Früchte sind 3,5 bis 5 mm lange, schwarze, matte Nussfrüchte, die an einem 1 bis 3 mm langen Stiel stehen.
Die Chromosomenzahl beträgt 2n = 40.

## Verbreitung und Standort
Die Heimat des Windenknöterichs erstreckt sich über weite Teile Eurasiens; auch in Nordafrika ist er heimisch. In Nordamerika, in Südamerika, auf Hawaii, in Australien, in Neuseeland, auf den Azoren und in Südafrika ist er mittlerweile als Neophyt eingebürgert.
Der Windenknöterich hat keine besonderen Standortansprüche, kommt aber gern auf leicht sauren, sandigen, lehmigen oder humosen Böden vor. Da er ein Tiefwurzler ist, ist er unempfindlich gegen Trockenheit. Er ist eine Charakterart der Ordnung Centauretalia cyani, kommt aber auch in Gesellschaften der Klasse Secalietea, der Ordnung Polygono-Chenopodietalia oder des Verbands Sisymbrion vor. In den Allgäuer Alpen steigt er bis zu einer Höhenlage von etwa 1000 Metern auf.

## Bedeutung
Verkohlte Früchte sind seit dem Frühneolithikum zu beobachten. Im jungsteinzeitlichen Dorf bei Ehrenstein wurden sie in solchen Mengen gefunden, das sie zu der Vermutung Anlass geben, dass sie als vorzeitliche "Mehlfrucht" angebaut wurden.
In einer Untersuchung wurde festgestellt, dass die Blätter der Pflanze, die Teil traditioneller Mittelmeerdiäten sind, sowohl eine potentiell anti-Diabetes, als auch Zell-schützende Eigenschaften besitzen.

## Ackerunkraut
Der Windenknöterich kommt vor allem in Frühjahreskulturen vor, zum Beispiel in Sommergetreide, Wintergetreide, Hackfrüchten oder Obstanlagen. Das Wachstum des Windenknöterichs ist windend und blattreich, dies kann zu Ernteerschwernissen führen oder auch zu Ertragsverminderung. Aus diesem Grund wird in der Landwirtschaft nur eine geringe Dichte geduldet.